# Conure à tête bleue
Pour les articles homonymes, voir Tête bleue.
Thectocercus acuticaudatus
Genre
Espèce
Statut de conservation UICN

 LC  : Préoccupation mineure
Statut CITES
La Conure à tête bleue (Thectocercus acuticaudatus) est une espèce d'oiseaux de la famille des Psittacidae.

## Description
Cet oiseau mesure environ 37 cm de longueur pour une envergure de 61 cm et une masse de 200 g.
Le plumage de la Conure à tête bleue est vert, plus vif sur les parties supérieures et plus nuancé sur les inférieures. La face de cet oiseau est colorée de bleu, d'où le nom spécifique, plus ou moins étendu selon l'âge, la sous-espèce et l'individu. Les cercles oculaires de peau nue sont blancs. La mandibule supérieure est marron rougeâtre avec l'extrémité noire, cette dernière couleur étant celle de la mandibule inférieure. Les pattes sont roses.

## Répartition
La Conure à tête bleue se trouve dans une grande partie de l’Amérique du Sud, séparée en plusieurs populations différentes, à l’est des Andes, au nord-est de la Colombie, au nord du Venezuela, et du nord-est du Brésil au nord de l’Argentine. Cette espèce est visible jusqu’à 2600 mètres d’altitude.
Il existe des populations férales en Floride et au sud de la Californie.

## Sous-espèces
Selon la classification de référence du Congrès ornithologique international (14.2, 2024) :
- T. a. koenigi (Arndt, 1995) — Colombie et Venezuela
- T. a. neoxenus (Cory, 1909) — île Margarita
- T. a. haemorrhous (Spix, 1824) — caatinga
- T. a. neumanni (Blake & Traylor, 1947) — est de la Bolivie
- T. a. acuticaudatus (Vieillot, 1818) — Pantanal, Paraguay, sud du Brésil et nord de l'Argentine

## Taxinomie
Suivant une étude phylogénique de Remsen et al. (2013), le genre Aratinga est entièrement redéfini pour être monophylétique. Le Congrès ornithologique international répercute ces changements dans sa classification de référence version 3.5 (2013), et la Conure à tête bleue est déplacée vers le genre Thectocercus, qui est monotypique.